# Noja
Noja es un municipio y localidad de la comunidad autónoma de Cantabria (España), situado en la comarca de Trasmiera. Limita al norte con el mar Cantábrico, al oeste y sur con Arnuero, al sur con Argoños y al este con Santoña. Se encuentra a 43 kilómetros de Santander, capital autonómica. El municipio no se organiza en localidades sino en varios barrios, siendo sede del consistorio el barrio de Palacio. Su población es de 2686 habitantes en 2024.

## Toponimia
El topónimo Noja proviene de una forma Noega, de origen indoeuropeo o incluso anterior, que también se encuentra por ejemplo en el nombre del municipio gallego de Noya. El significado es oscuro, pero podría estar relacionado con el celta *nouika, 'nueva', con lo que el topónimo haría alusión a una fundación reciente, de manera similar a las muchas poblaciones llamadas «Villanueva». En el siglo XII se llamaba Nolia.

## Geografía

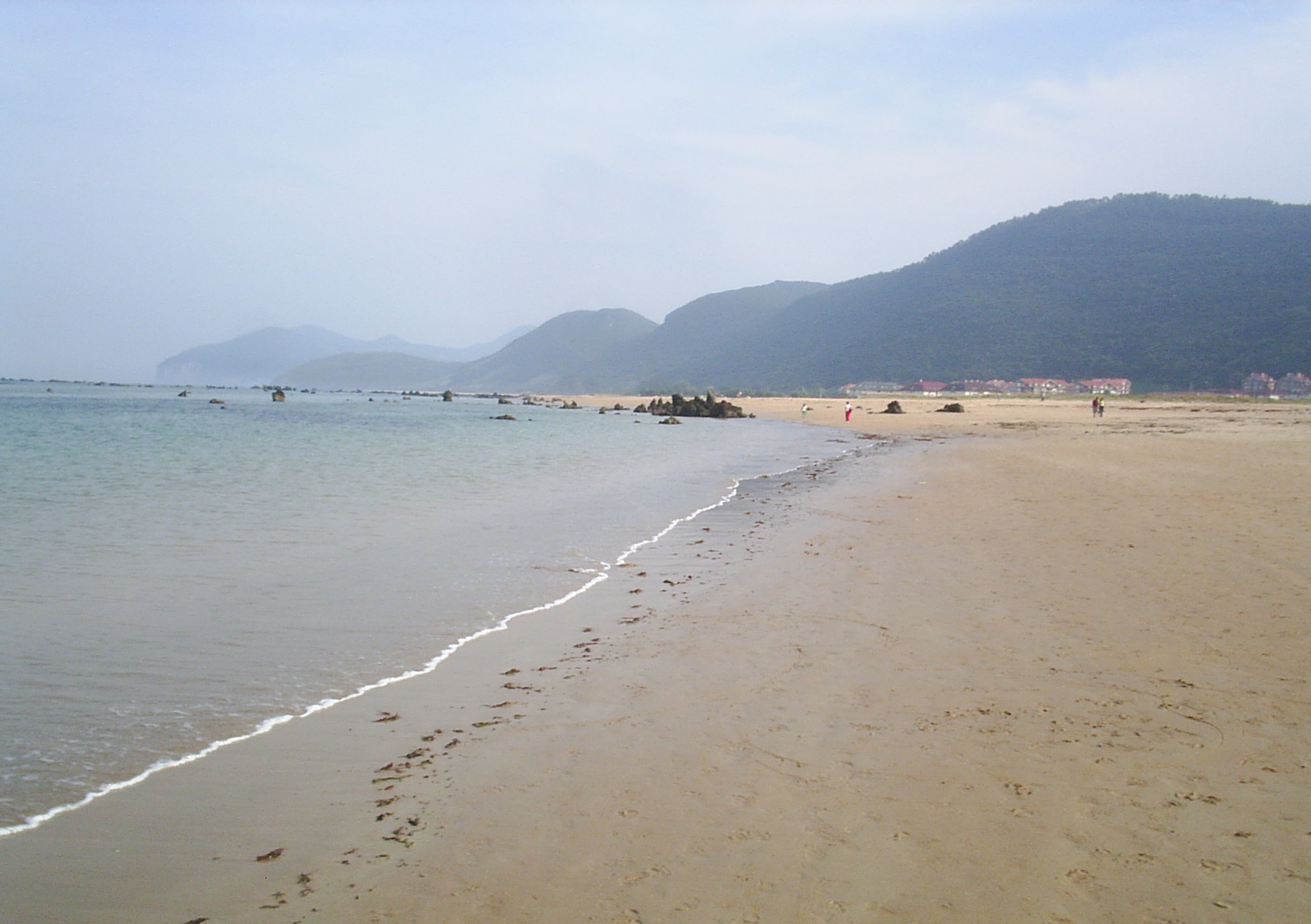
La playa de Trengandín. Helgueras y El Brusco al fondo

En cuanto a recursos naturales, las Marismas de Santoña, Victoria y Joyel, situadas cada una a un extremo del municipio, son un gran atractivo como reserva natural y por supuesto para las aves, que también recalan en estas marismas en sus migraciones.

## Historia
Noja perteneció desde el siglo IX hasta 1834 a la Junta de Siete Villas, una de las cinco juntas que componían la Merindad de Trasmiera.
El 9 de marzo de 1644, Felipe IV, le concede el Privilegio de Vara por el cual se le otorga el título de villa pasando a ser independiente de dicha Junta y posibilitándole el nombramiento de sus propios alcaldes, siendo Domingo de García y Cilla el primero en ostentar dicho cargo. A raíz de su nuevo estatus, tuvo que construir un edificio que hiciera las veces de ayuntamiento y cárcel.

## Economía
Un 3,3 % de la población del municipio se dedica al sector primario, un 33 % a la construcción, un 11,5 % a la industria y un 52,2 % al sector terciario. En el municipio la tasa de actividad es del 51,7 % y la tasa de paro es del 17 %, mientras que la media en Cantabria está en torno al 52,5 % y 14,2 % respectivamente. Predomina por tanto el sector servicios.

## Demografía
Noja cuenta con una población de 2686 habitantes (INE 2024).
| Gráfica de evolución demográfica de Noja entre 1842 y 2021                                                          |
| |
| Población de derecho según los censos de población del INE Población de hecho según los censos de población del INE |

A pesar de la gran extensión del núcleo urbano de Noja, su población censada no es muy elevada, superándose escasamente los 2500 habitantes. Esto se debe a que la inmensa mayoría (cerca del 96%) de las viviendas son segundas residencias que solo se ocupan en verano. La población en la estación estival llega a alcanzar cifras cercanas a los 70 000-80 000 habitantes, lo que la convierte en uno de los centros turísticos más importantes de la costa de Cantabria. Todo ello se debe al gran desarrollo urbanístico que vivió el municipio en el contexto de la burbuja inmobiliaria en las décadas pasadas, y a su proximidad al área metropolitana de Bilbao que ejerce como centro urbano de influencia. 

## Administración y política

### Gobierno municipal
Mireia Maza Somarriba (PP) es la actual alcaldesa del municipio. 
| Partido político                            | 2023  | 2023  | 2023       | 2019  | 2019  | 2019       | 2015  | 2015  | 2015       | 2011  | 2011  | 2011       | 2007  | 2007  | 2007       | 2003  | 2003  | 2003       |
| Partido político                            | Votos | %     | Concejales | Votos | %     | Concejales | Votos | %     | Concejales | Votos | %     | Concejales | Votos | %     | Concejales | Votos | %     | Concejales |
| Partido Popular (PP)                        | 642   | 37,98 | 5          | 595   | 35,22 | 4          | 749   | 43,32 | 5          | 825   | 47,99 | 6          | 707   | 43,53 | 6          | 692   | 43,66 | 5          |
| Partido Regionalista de Cantabria (PRC)     | 631   | 37,33 | 4          | 727   | 43,04 | 6          | 759   | 43,90 | 5          | 740   | 43,05 | 5          | 232   | 14,29 | 1          | 314   | 19,81 | 2          |
| Partido Socialista Obrero Español (PSOE)    | 155   | 9,17  | 1          | 134   | 7,93  | 1          | 142   | 8,21  | 1          | 133   | 7,74  | 0          | 248   | 15,27 | 2          | 267   | 16,85 | 2          |
| Ola Cantabria                               | 200   | 11,83 | 1          | —     | —     | —          | —     | —     | —          | —     | —     | —          | —     | —     | —          | —     | —     | —          |
| Demócratas Cántabros Independientes (DICAN) | —     | —     | —          | —     | —     | —          | —     | —     | —          | —     | —     | —          | 255   | 15,70 | 2          | —     | —     | —          |
| Unidad Cántabra (UCn)                       | —     | —     | —          | —     | —     | —          | —     | —     | —          | —     | —     | —          | —     | —     | —          | 147   | 9,27  | 1          |
| Agrupación Juventud de Noja (AJN)           | —     | —     | —          | —     | —     | —          | —     | —     | —          | —     | —     | —          | —     | —     | —          | 139   | 8,77  | 1          |

### Organización territorial
El municipio de Noja se constituye por una sola localidad del mismo nombre, que a su vez se divide en diversos barrios:
- El Arco
- Helgueras
- El Brusco
- Cabanzo
- Ris
- Trengandín
- Castrejón
- Fonegra
- La Rota
- Palacio
- Pedroso

## Cultura

### Patrimonio
Bienes de interés cultural
- Torre de los Velasco.
- Casa para Obdulia Bonifaz (Palacio del Marqués de Albaicín).
- Casa palacio de Zilla.
- Molino de Victoria, en la marisma de Victoria, que sirvió para generar energía con las aguas de las marismas.

Bienes inventariados
- Casona de Assas
- Chalet para don Manuel Morales
- Casa-palacio de Venero, donde vivió Francisco de Venero Cabanzo, construida en el siglo XVII

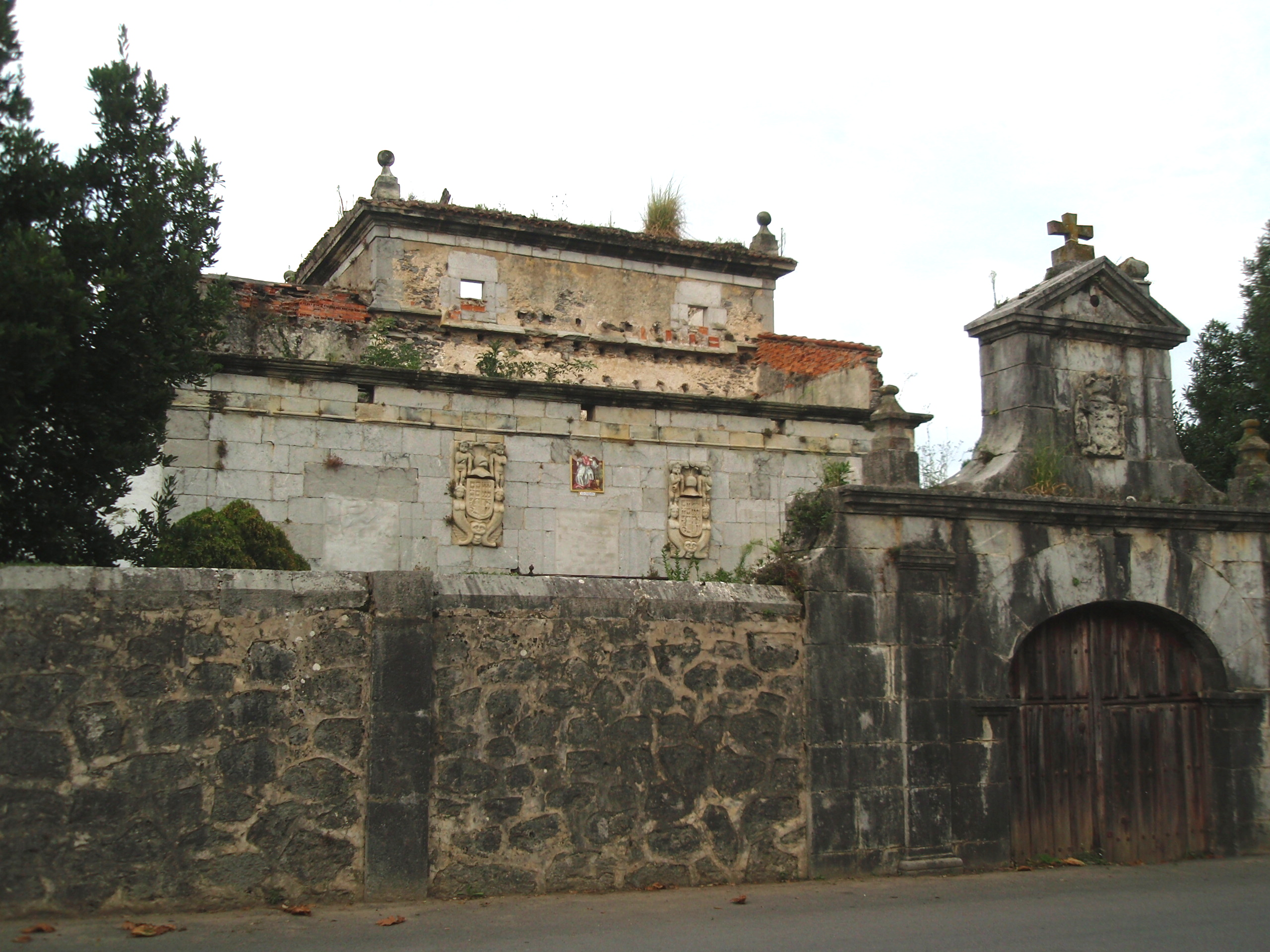
Vista portalada del Palacio Torre del Carmen, entre Fonegra y Cabanzo; claramente deteriorado

- Ermita de San Juan
- Ermita de San Nicolás
- Ermita de San Pedro

Otros
- Palacio Torre del Carmen

### Festividades y eventos
- Conmemoración del Privilegio de Vara: la primera quincena de marzo se celebra la recreación histórica de la concesión del Privilegio de Vara.[5]
- 24 de junio: se celebra la festividad de San Juan con hogueras en disintos puntos de la ciudad, destacando las del barrio de San Juan.[9]
- 29 de junio: se celebra la festividad de San Pedro en la iglesia parroquial y sus inmediaciones. Tradicionalmente se celebraba en la Isla de San Pedruco, pero la dificulta del acceso propició el cambio de ubicación.[9]
- 16 de julio: se celebra la festividad de la Virgen del Carmen, patrona de los marineros, que cuenta con una procesión desde la Iglesia de San Pedro hasta la Casa Palacio del Carmen en Fonegra.[9]
- 30 y 31 de agosto: fiestas de los Santos Mártires (San Emeterio y San Celedonio), patrones de la villa.
- 6 de diciembre: se celebra en el barrio de Helgueras la fiesta de San Nicolás.[9]

### Deporte
- Sociedad Deportiva Noja: equipo de fútbol que ha militado en la Segunda División B de España durante cuatro temporadas.

## Personas destacadas
- Luis Vicente de Velasco (1711-1762), marino militar, capitán de navío de la Armada Española. Defensor de La Habana en 1762.